# Libre.fm
Libre.fm je webová stránka, která si klade za cíl poskytnout zdarma náhradu za Last.fm. Webová stránka byla založena v roce 2009 Mattem Lee. Stále prochází vývojem.
Na Libre.fm lze volitelně ukládat hudební návyky uživatele pomocí informací odeslaných na servery služby pomocí uživatelova přehrávače (scrobbling). S cílem umožnit širokou podporu pro Libre.fm u stávajících audio přehrávačů, webové stránky implementuje Last.fm Audioscrobbler API. Kromě shromažďování uživatelských dat, služba nabízí také streamování hudby pomocí kontejneru Ogg, ze stránek Jamendo nebo Internetového archivu, pomocí HTML5 audio přehrávače, spuštěného přímo v prohlížeči uživatele.
Využitím záznamů hudebních návyků uživatelů, se webové stránky snaží doporučovat hudbu pro uživatele tím, že analyzuje jejich hudební vkus. Tato funkce však dosud není plně vyvinutá. Místo toho v současné době nabízí pouze základní návrhy na základě uživatelem zvolených oblíbených skladeb ( "Loved"), obsahující sdílené tagy s obsahem uživatelem dosud neoznačených skladeb.
Cíl projektu je podpořit umělce ve vydání skladeb pod svobodnou licencí, a umožnit uživatelům stahování nebo nákup těchto stop. Prostřednictví webu jsou podporování pouze umělci uvolňující hudbu pod svobodnou licencí. Na webových stránkách také mohou uživatelé komunikovat mezi sebou, vytvářet skupiny společných zájmů a sdílet informace o hudebních událostech.
Hlavním důvodem založení Libre.fm bylo poskytovat službu podobnou last.fm, která respektuje soukromí svých uživatelů a jejich informací. Jako takový, Libre.fm neprotokoluje uživatelské IP adresy, umožňuje uživateli rozhodnout, zda mají být zveřejněny jejich poslechové návyky nebo ne, a nevyžaduje vlastnictví uživatelských dat.
Libre.fm je poháněn balíčkem svobodného softwaru GNU FM, vytvořeného pro tento projekt.